# باغ دکتر گاشه در اوور
باغ دکتر گاشه در اوور   و  مارگریت گاشه در باغ  هر دو در سال  ۱۸۹۰توسط ونسان ون گوگ در باغ‌های پزشک هومئوپات پل گاشه کشیده شد. هر دو نقاشی در موزه اورسی نگهداری می شوند.

## نگارخانه

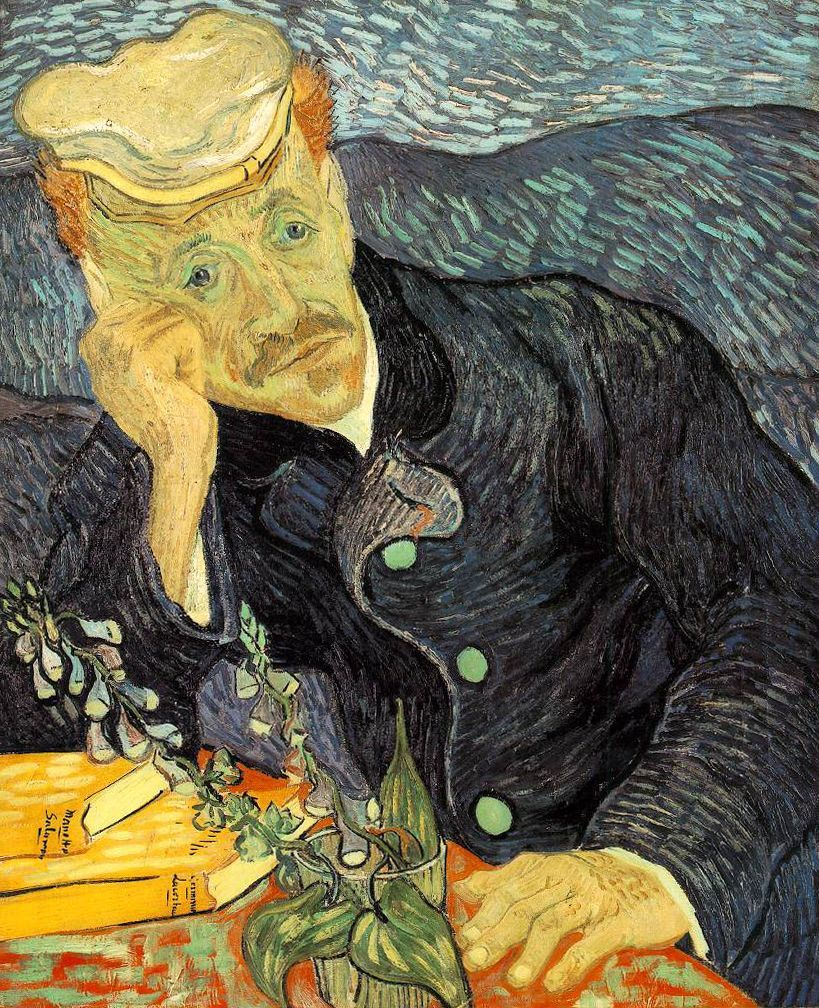
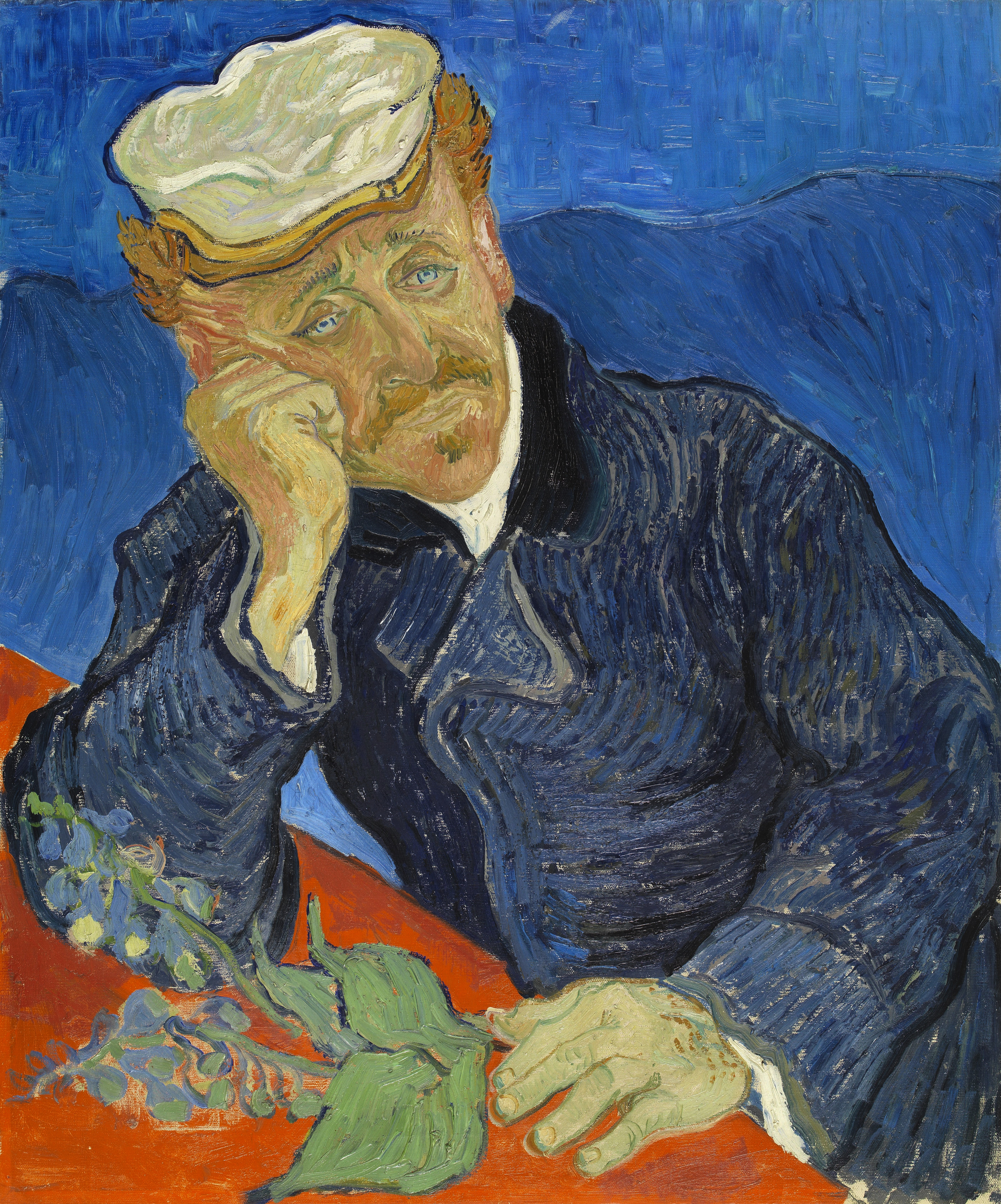
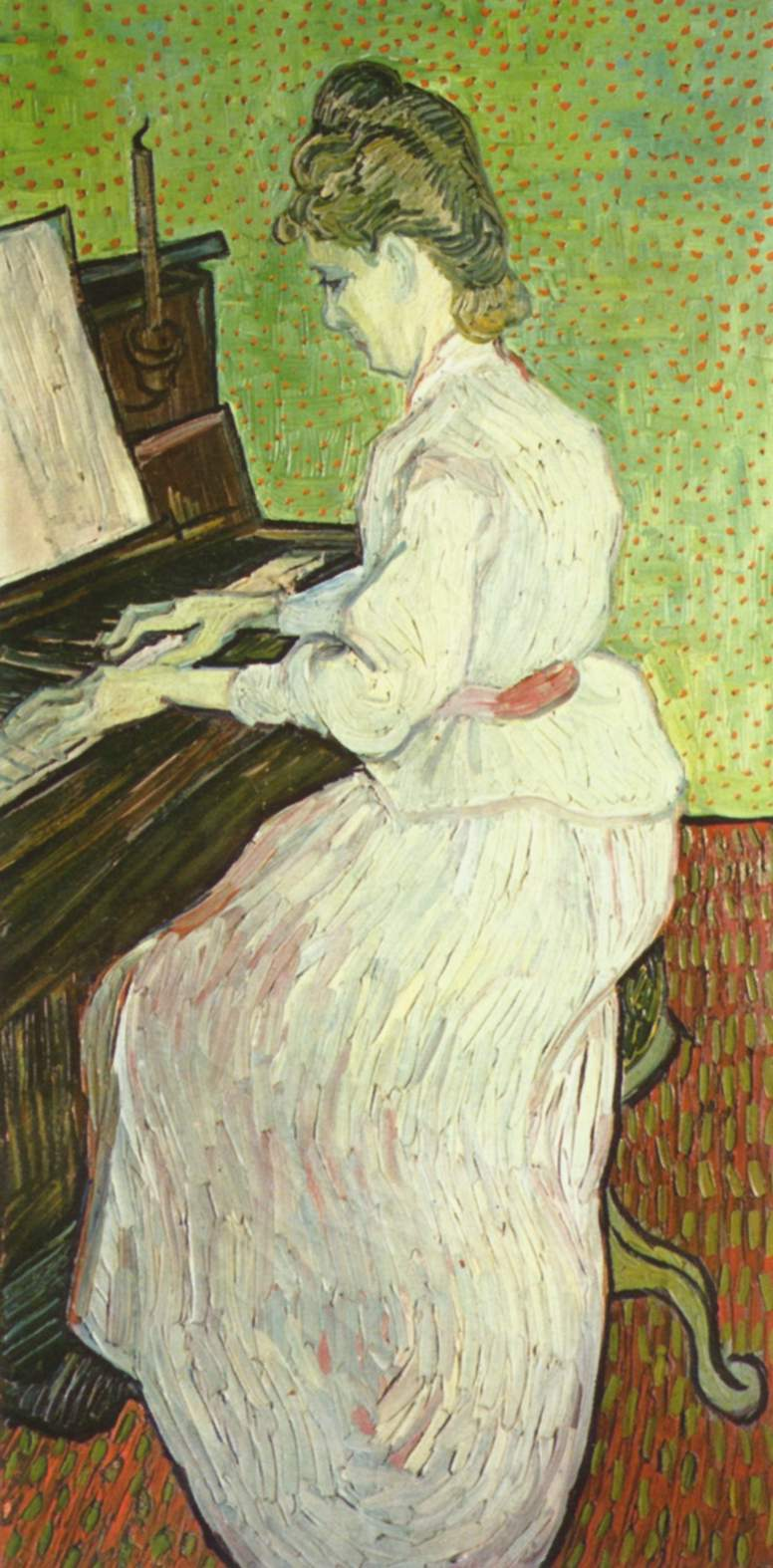